# Чесма (Бања Лука)
Чесма је градска четврт у Бањој Луци и сједиште истоимене мјесне заједнице.

## Географија
Кроз Чесму протичу ријеке Врбас и Врбања. На подручју Чесме налази се ушће Врбање у Врбас.

## Историја
По попису 1961. године Чесма је била посебно насељено мјесто, а послије је, заједно са још неким мјестима, припојена насељеном мјесту Бањој Луци. Данас подручје мјесне заједнице Чесме обухвата цјелокупан простор некадашњих насељених мјеста Чесме и Мађира.

## Спорт
Чесма је сједиште фудбалског клуба Рекреативо.

## Становништво
Према попису становништва из 1991. године, у насељу је живјело 1.678 становника.

## Галерија
- Храм светог Луке у Чесми